# Brechmorhoga flavopunctata
Brechmorhoga flavopunctata – gatunek ważki z rodziny ważkowatych (Libellulidae). Występuje na terenie Ameryki Południowej.